# Tim Sebastian (Sportakrobat)
Tim Sebastian (* 18. Mai 1995 in Dresden) ist ein deutscher Sportakrobat.

## Leben
Tim Sebastian studierte Bauingenieurwesen. Er ist Mitglied des Dresdner SC. In seinem Verein spezialisierte er sich auf die Disziplin Sportakrobatik. Er tat sich dabei mit dem beim SC Riesa aktiven Michail Kraft zusammen. Schon bald stellten sich erste gemeinsame Erfolge ein. So wurden sie bei den Europameisterschaften 2015 in Riesa Dritte und gewannen die Bronzemedaille. Diesen Platz errangen sie auch bei den Europameisterschaften 2017.
Ihren bisher größten Erfolg hatten Tim Sebastian und Michail Kraft bei den World Games 2017 in Breslau mit dem Gewinn der Goldmedaille im Ausscheidungskampf gegen Russland.
Für diese sportliche Leistung erhielten Tim Sebastian und Michail Kraft am 13. Oktober 2017 von Bundespräsident Frank-Walter Steinmeier das Silberne Lorbeerblatt.
Im Jahr 2019 errang er mit seinem Partner bei den Europameisterschaften in Israel in der Kombination eine Bronzemedaille und wurde in der Balance Europameister.
2020 beendete er seine Karriere.